# 白道寺
白道寺（びゃくどうじ）は、慶長18年（1613年）に有馬直純が島原藩主の時の島原に有馬家菩提寺として建てた寺院。宗派は浄土宗。

## 概要

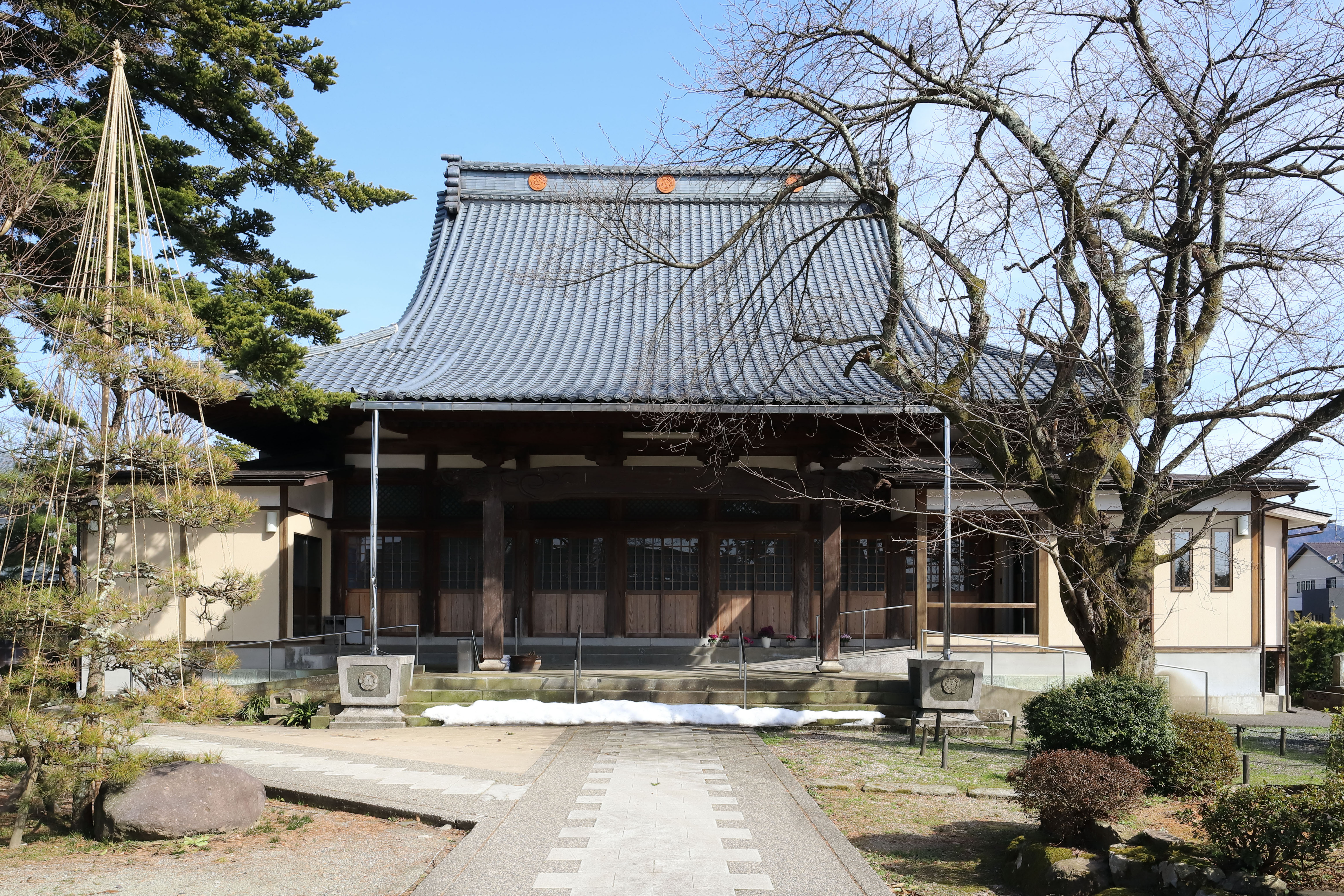
白道寺 本堂（坂井市）

日野江藩主有馬直純が幡随意白道上人を招いて開山したのが始まりと言われている。
1614年日向延岡藩主になると白道寺も移転している。
有馬清純が丸岡に入ると、白道寺も移り有馬直純の墓所も移している。
しかし、清純以降の藩主墓所は日曜山松園院高岳寺（丸岡町篠岡、天台宗）に設けている。
1695年丸岡藩主・本多家に潜り入った有馬直純はキリシタン大名だったが、徳川幕府の禁制と家康の側近として仕えたことから、キリシタンから改宗している。